# سياسة التقانة
ثمة طرق عديدة لتعريف فحوى سياسة التكنولوجيا ومجالها.
وفقًا للعالم الأمريكي والمستشار السياسي لويس إم. برانسكومب، تتعلق سياسة التكنولوجيا «بالوسائل العامة لاحتضان تلك الإمكانيات وتحسين تطبيقاتها في خدمة الأهداف والمصالح الوطنية». يعرّف برانسكومب التكنولوجيا في هذا السياق بأنها «حشد الإمكانيات، والمنشآت، والمهارات، والمعرفة، والتنظيم المطلوب لإنشاء خدمة أو منتج مفيد بنجاح».
يفرّق باحثون آخرون بين سياسة التكنولوجيا وسياسة العلم، مقترحين أن الأولى تتمحور حول «تعزيز دعم التكنولوجيا وتطويرها»، بينما تركز الأخيرة على «تطوير العلم وتدريب العلماء». يقترح ريغا أرفانيتيس، في معهد البحوث للتنمية في فرنسا، أن «سياسة العلم والتكنولوجيا تغطي جميع تدابير القطاع العام المصممة من أجل إنشاء وتمويل ودعم وتعبئة المصادر العلمية والتكنولوجية».
سياسة التكنولوجيا شكل من أشكال «السياسة الصناعية النشطة»، وتجادل على نحو فعال، استنادًا إلى الحقائق التجريبية للتطور التكنولوجي كما لوحظت عبر مختلف المجتمعات والصناعات والفترات الزمنية، أن الأسواق نادرًا ما تقرر الثروات الصناعية بمفردها وتدخُل الدولة أو الدعم أمر مطلوب للتغلب على الحالات القياسية لفشل السوق (والتي قد تشمل – على سبيل المثال – قصر تمويل البحث والتطويل في الأسواق المعقدة أو ذات التنافسية العالية).
يمكن أن تُعرّف سياسة التكنولوجيا تعريفًا أوسع، ويقدم مايكل جي. بوليت نهجًا متعدد الاختصاصات مع منظور العلوم الاجتماعية والدراسات الإنسانية حول السياسة «الجيدة».

## إدارة التكنولوجيا
تنطوي إدارة التكنولوجيا على مستوى السياسة أو على المستوى التنظيمي، من منظور التعقيد، على إدارة نظام معقد بطبيعته. تتمتع الأنظمة «المعقدة» بخصائص مميزة تنشأ من هذه العلاقات، مثل اللاخطية والتولد والتناسق العفوي والتكيف وحلقات الارتجاع وغيرها. وفقًا لريتشارد كوك، من مختبر التكنولوجيات المعرفية في جامعة شياغو «الأنظمة المعقدة أنظمة خطرة في حد ذاتها. كل الأنظمة المثيرة للاهتمام (مثل النقل، والرعاية الصحية، وتوليد الطاقة) خطرة أصلًا وحكمًا بطبيعتها. يمكن تغيير تواتر التعرض للمخاطر في بعض الأحيان لكن العمليات التي ينطوي عليها النظام هي نفسها خطرة في حد ذاتها وبصورة غير قابلة للإنقاص. إن وجود هذه المخاطر هو ما يقود إيجاد دفاعات ضد المخاطر التي تتسم بها هذه الأنظمة». يعتمد نجاح المنظمات أو الشركات أو فشلها على الإدارة الفعالة للإبداع عبر برامج سياسة التكنولوجيا.

## حتمية التكنولوجيا
تفترض حتمية التكنولوجيا أن تكنولوجيا مجتمع ما تقود تطوير بنيته الاجتماعية وقيمه الثقافية. يُعتقد أن المصطلح قد صيغ من قبل ثورستين فيبلين (1857 – 1929)، وهو عالم اجتماع واقتصاد أمريكي. كان أكثر الحتميين التكنولوجيين راديكاليةً في الولايات المتحدة في القرن العشرين في أغلب الظن كلارنس أيريس الذي كان تابعًا لثورستين فيبلين وجون ديوي. كان ويليام أوغبورن أيضًا معروفًا بحتميته التكنولوجية الراديكالية.
من منظور سياسة العلم، يمكن للسياسة العامة أن تأثر مباشرة على تمويل الأصول الثابتة، والبنى التحتية الفكرية للأبحاث الصناعية، عبر تقديم الحوافز الضريبية، والتمويل المباشر أو الدعم غير مباشر لتلك المنظمات التي تمول الأبحاث وتجريها. كتب فانيفار بوش، مدير مكتب البحوث العلمية والتطوير في الحكومة الأمريكية في يوليو 1945: «العلم مسألة حكومية ضرورية». أدار فانيفار باكورة مؤسسة العلوم الوطنية، وألهمت كتاباته اختراع الرابط التشعبي وفأرة الحاسوب بصورة مباشرة. كانت مبادرة داربا لدعم الحوسبة الحافز لحزمة بروتوكولات الإنترنت. بنفس طريقة التزام التحالفات العلمية مثل سيرن لفيزياء الجسيمات بالمعرفة العامة، قاد الوصول إلى هذه المعرفة العامة في الفيزياء إلى راعية سيرن لتطوير شبكة الإنترنت العالمية والوصول القياسي إلى الإنترنت للجميع.
صدر أول تفصيل رئيس لوجهة نظرٍ حتمية تكنولوجية في التنمية الاجتماعية الاقتصادية عن الفيلسوف الألماني والخبير الاقتصادي كارل ماركس، الذي كان إطار عمله النظري قائمًا على منظور أن التغييرات التكنولوجيا، وتحديدًا في التكنولوجيا المنتجة، هي المؤثر الأولي على العلاقات الاجتماعية البشرية والبنية التنظيمية، وتلك العلاقات الاجتماعية والممارسات الثقافية تتمحور في نهاية المطاف حول القاعدة الاقتصادية والتكنولوجية لمجتمع معين. صارت مرتبة ماركس مُضمّنةً في المجتمع المعاصر، حيث فكرة أن التكنولوجيات سريعة التغيُّر تُغيّر حيوات البشر فكرةٌ واسعة الانتشار. رغم أن العديد من الأدباء ينسبون وجهة نظرٍ حتمية تكنولوجية عن التاريخ البشري لرؤى ماركس، ليس كل الماركسيين حتميين تكنولوجيين، ويشك بعض الأدباء في مدى كون ماركس نفسه حتميًا. علاوة على ذلك، ثمة أشكال متعددة للحتمية التكنولوجية. عن موضوع التكنولوجيا باعتبارها وسيلة للتحرير أو الاستعباد، كتب ديفيد كوبر: «إن المعجبين عن قصرِ نظرٍ بالعالم باعتباره موضع جمال أو عبادة ينقرضون، أما أولئك المعجبون به عن قصرِ نظرٍ باعتباره مصدرًا للطاقة فلا: بل إنهم يزدهرون حتى».
رغم أن الحتميين التكنولوجيين يؤمنون بالإبداع المستمر للتكنولوجيا، يعتقد العديد من العلماء بوجوب إبطاء هذا الإبداع. مثلًا، بينما يكسب الذكاء الاصطناعي شهرة في أرجاء المجتمع، يخشى العلماء أن تؤدي إمكانية تطويره المهارات المعرفية البشرية قد إلى إجبار العديد من الأفراد على ترك وظائفهم بل وحتى تعريض حياة الأبرياء للخطر. الأكثر شهرة هو العالم ورجل الأعمال إيلون ماسك الذي يتمتع بشعبية كبيرة فيما يخص التقدم الحالي للحوسبة والذكاء الاصطناعي، والذي يعتقد بأن المعدل السريع لصيرورة الذكاء الاصطناعي أذكى سيضع البشر في موقف ضعيف حيث ستُعرّف خوارزميات الذكاء الاصطناعي المنشأة حديثًا هذه البشر على أنهم قابلون للاستنفاد. وإن كان مبالغًا فيه، يظل ماسك والكثير غيره حذرين بشأن تقدم الذكاء الاصطناعي وغيره من التطورات التكنولوجية التي قد تحوّل قدرة البشر إلى فعل ما يعاكس الحتمية التكنولوجية عبر تدمير المجتمعات.

## سياسة التكنولوجيا والاقتصاد
تتخذ سياسة التكنولوجيا «نهجًا تطوريًا» إلى التغيُر التكنولوجي، وترتبط بموجب هذا بنظرية النمو التطوري، التي طورها لويجي باسينيتي، وجيه. إس. ميتكالف، وبيير باولو سافيوتي، وكوين فرينكين، وغيرهم، بناء على الأعمال الأولى لديفيد ريكاردو. ذكر جيه. إس. ميتكالف في عام 1995 أن «الكثير من النظرية الاقتصادية التقليدية لسياسة التكنولوجيا تهتم بما يدعى «إخفاقات السوق» التي تعيق تحقيق أمثلية باريتو عبر انتهاك واحد أو أكثر من شروط قالب المنافسة المثالية.

## روابط خارجية
- مجموعة سياسة التكنولوجيا في LinkedIn